# Benjamin Boulloud
Benjamin Boulloud, né 3 octobre 1983, est un copilote de rallye français.
Il est le copilote de Yoann Bonato, avec qui il a été champion de France des rallyes en 2023. Il a également été le copilote d'Emmanuel Guigou, tout le long du Championnat de France des Rallyes 2011.

## Biographie
Benjamin Boulloud commence sa carrière automobile en 2001 au coté de Yoann Bonato, par le 16ème Rallye Régional de l'Epine Mont du Chat, à bord d'une Peugeot 205 GTI 1.6. Leur rallye se solde par un abandon.
Il a pris part à 189 départs (dont 27 en Championnat du Monde, 22 en Championnat d'Europe, 92 en Championnat de France asphalte et 4 en Championnat de France Terre) pour 44 victoires et 44 abandons.
En 2023, a bord d'une Citroën C3 Rally2, il a été champion de France des rallyes en étant le copilote de Yoann Bonato.

## Palmarès

### Titre obtenu
| Année | Titre                          | Voiture           |
| ----- | ------------------------------ | ----------------- |
| 2023  | Champion de France des rallyes | Citroën C3 Rally2 |